# Henryka Beyer

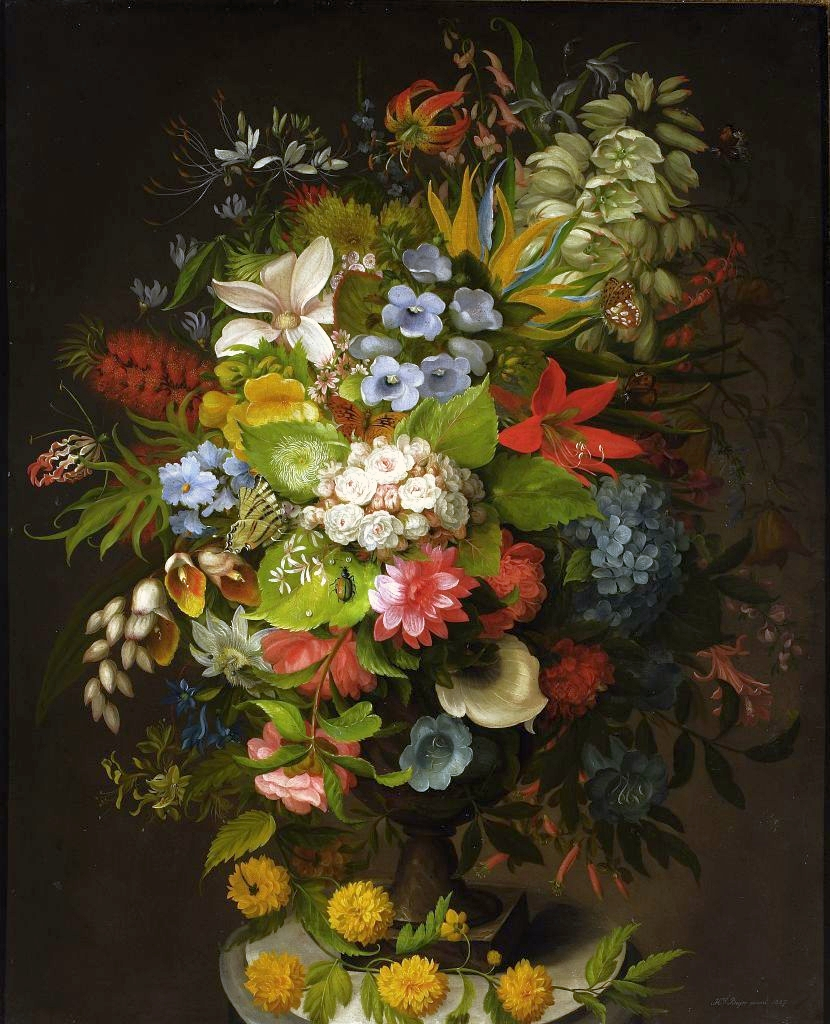
Boeket in een vaas door Henryka Beyer, Nationaal Museum Warschau, 1827

Henryka Zofia Maria Beyer (geboren Minter; heette oorspronkelijk Henriette Sophie Marie Beyer,  Stettin, Pruisen, 7 maart 1782 – Chrzanów nabij Warschau 24 oktober 1855) was een Duits-Poolse kunstschilder.
Met haar portretten en bloemstillevens raakte ze redelijk bekend in Polen. Haar betekenis ligt in de oprichting van de eerste Poolse kunstacademie voor vrouwen.
Aanvankelijk werd Henriette Minter gevormd in Stettin door schilder Peter Schmidt, die haar leerde tekenen. Vanaf 1805 woonde ze in Berlijn bij haar broer Karl Friedrich (een miniatuurschilder en lithograaf). Ze bekwaamde zich daar in de bloemschilderkunst onder leiding van Gottfried Wilhelm Völcker, directeur van de plaatselijke koninklijke porseleinfabriek. In 1811 verhuisde ze naar haar oudere broer Wilhelm Heinrich Minter, een architect in Warschau, waar ze werd opgeleid door de neoclassicistische Poolse schilder Antoni Brodowski (1784-1832). In 1813 trouwde ze met de directeur van de loterij van Warschau, Pruisische Wilhelm Beyer (1778-1819) en ging over van het lutherse naar het calvinistische geloof. Het echtpaar kreeg drie zoons, een was de later beroemde Warschauer fotograaf Karol Beyer. Het jongste kind werd geboren in 1818, het jaar daarop werd Henryka weduwe. Om in haar onderhoud en dat van haar kinderen te voorzien ging ze weer portretten schilderen en gaf privé tekenlessen. In 1824 opende ze een teken- en schilderschool voor vrouwen in Warschau. Ze werkte er tot 1833. Ze maakte stillevens, veelal aquarellen in warme kleuren en ondertekende haar werk met HKA.
Ze is begraven in Warschau. De dichter Stanisław Jachowicz (1796-1875) schreef een lovend gedicht om haar te gedenken (Prosta jak kwiatek, co go malowała/W niebiańskie strojny klejnoty,/Prawda w jej słowie, a w czynach jej – chwała,/W życiu zachęta do cnoty.)
- Gemeinsame Normdatei: 1072634147
- Virtual International Authority File: 316500589